# Puits Saint-Léger
Le puits Saint-Léger est un monument historique situé à Guebwiller, dans le département français du Haut-Rhin.

## Localisation
Cette construction est située place Saint-Léger à Guebwiller.

## Historique
L'édifice fait l'objet d'une inscription au titre des monuments historiques depuis 1932.

## Architecture

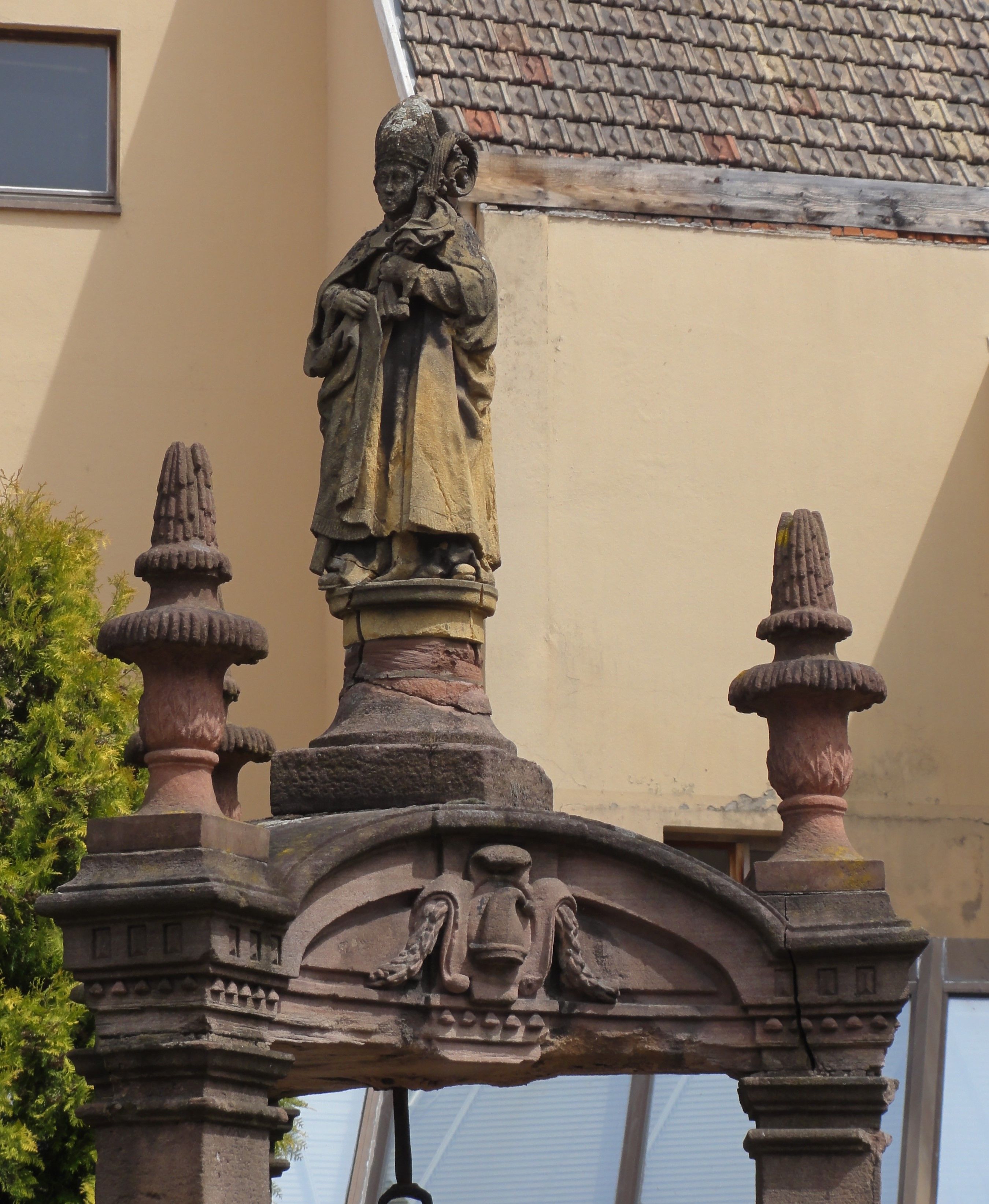